# ESO 121-6
ESO 121-6 è una galassia spirale situata in direzione della costellazione del Pittore alla distanza di circa 57 milioni di anni luce..
Le immagini della galassia dal nostro punto di osservazione la mostrano quasi di taglio, impedendo di fatto di visualizzarne la struttura a spirale, mentre è ben visibile il bagliore del bulge centrale.